# Anne Henning
Anne Elizabeth Henning (Raleigh (North Carolina), 6 september 1955) is een voormalig Amerikaans langebaanschaatsster.
Anne Henning was een sprintster op de langebaan en verbeterde driemaal het wereldrecord op de 500 meter en eenmaal op de 1000 meter. Haar sportieve hoogtepunt van haar korte schaatsloopbaan beleefde ze tijdens de Olympische Winterspelen van 1972 in Sapporo waar ze op zestienjarige leeftijd goud won op de 500 meter. Twee dagen later won ze, op haar mindere 1000 meter, brons. Aan haar enige deelname aan het WK Allround (1971) hield ze een gouden afstandsmedaille op de 500m over.
Direct na de Olympische Winterspelen van Sapporo zette Henning een punt achter haar schaatscarrière, ze besloot op haar hoogtepunt te stoppen.

## Resultaten
| Jaar | Olympische Spelen | WK Allround | WK Sprint |
| ---- | ----------------- | ----------- | --------- |
| 1970 |                   |             | 20e       |
| 1971 |                   | 14e         | Zilver    |
| 1972 | 500m · 1000m      |             |           |

### Medaillespiegel
| Kampioenschap     | Goud · | Zilver · | Brons · |
| ----------------- | ------ | -------- | ------- |
| Olympische Spelen | 1      | 0        | 1       |
| WK Sprint         | 0      | 1        | 0       |

## Wereldrecords
| Nr. | Afstand    | Tijd   | Datum            | Baan   |
| --- | ---------- | ------ | ---------------- | ------ |
| 1   | 500 meter  | 42,91  | 20 februari 1971 | Inzell |
| 2   | 500 meter  | 42,75  | 21 februari 1971 | Inzell |
| 3   | 500 meter  | 42,5   | 7 januari 1972   | Davos  |
| 4   | 1000 meter | 1.27,3 | 8 januari 1972   | Davos  |

#### Wereldrecords laaglandbaan (officieus)
| Nr. | Afstand   | Tijd  | Datum            | Baan       |
| --- | --------- | ----- | ---------------- | ---------- |
| 1.  | 500 meter | 43,50 | 7 december 1971  | West Allis |
| 2.  | 500 meter | 43,33 | 10 februari 1972 | Sapporo    |

1960: Helga Haase ·
1964: Lidia Skoblikova ·
1968: Ljoedmila Titova ·
1972: Anne Henning ·
1976: Sheila Young ·
1980: Karin Enke ·
1984: Christa Rothenburger ·
1988: Bonnie Blair ·
1992: Bonnie Blair ·
1994: Bonnie Blair ·
1998: Catriona Le May-Doan ·
2002: Catriona Le May-Doan ·
2006: Svetlana Zjoerova ·
2010: Lee Sang-hwa ·
2014: Lee Sang-hwa ·
2018: Nao Kodaira ·
2022: Erin Jackson